# Рекламна мережа
Рекламна інтернет-мережа — це компанія, яка зв'язує рекламодавців із вебсайтами, які хочуть розміщувати рекламу. Ключовою функцією рекламної мережі є агрегування пропозиції реклами від видавців та узгодження її з попитом рекламодавця. Фраза «рекламна мережа» сама по собі є нейтральною до ЗМІ в тому сенсі, що може існувати «Телевізійна рекламна мережа» або «Друкована рекламна мережа», але все частіше використовується для позначення «мережевої рекламної мережі» як ефекту сукупності рекламний простір видавця та продаж рекламодавцям найчастіше спостерігається в Інтернет-просторі. Принципова відмінність між рекламними мережами традиційних медіа та рекламними мережами в Інтернеті полягає в тому, що мережеві рекламні мережі використовують центральний рекламний сервер для показу реклами споживачам, що дозволяє націлювати, відстежувати та повідомляти про покази способами, неможливими для альтернативних аналогових засобів масової інформації.
Ринок рекламної мережі є великим і зростаючим ринком, очікується, що доходи від реклами в Інтернеті зростуть із 135,42 млрд доларів у 2014 році до 239,87 млрд доларів у 2019 році. Доходи від цифрової реклами лише в США у 2018 році становитимуть 107,30 млрд. доларів, що на 18,7 % більше порівняно з рекламними витратами в 2017 році. Це зростання призведе до появи багатьох нових гравців на ринку та стимулюватиме придбання рекламних мереж більшими компаніями, які або виходять на ринок, або розширюють свою присутність на ринку. В даний час у світі існує сотні рекламних мереж, і пейзаж змінюється щодня.
Перелік засобів комунікації в рекламному Інтернет-просторі налічує багато видів як то вебсайти для настільних комп'ютерів та мобільних пристроїв, RSS-стрічки, блоги, програми обміну миттєвими повідомленнями, мобільні додатки, рекламне ПЗ, електронна пошта та інші засоби передачі інформації. До домінуючих форм розповсюдження реклами належать сторонні тематичні вебсайти, які працюють з рекламними мережами або за частку доходу від реклами, або за плату, а також пошукові системи, мобільні та онлайн-відеоресурси.
Рекламодавець може придбати пакет мережевих послуг. Рекламна мережа пропонує рекламу з центрального рекламного сервера, який відпоідає сайту, коли викликається сторінка. З рекламного сервера викликається фрагмент коду, який відображає рекламний банер.
Великі видавці часто продають лише залишок рекламного контенту через рекламні мережі. Типові цифри коливаються від 10 % до 60 % загального запасу, що залишається і продається через рекламні мережі.
Менші видавці часто продають всю свою рекламу через рекламні мережі. Один із видів рекламних мереж, відомий як « сліпа» мережа, — це коли рекламодавці розміщують оголошення, але не знають точних місць їх розміщення.

## Типи

### На основі бізнес-стратегії
Рекламні мережі в інтернеті можна поділити на три групи залежно від того, як вони співпрацюють з рекламодавцями та видавцями:
1. Вертикальні мережі: такі мережі представляють публікації у своєму портфоліо з повною прозорістю для рекламодавця щодо того, де буде розміщуватися їхня реклама.[3] Зазвичай вони сприяють високоякісному трафіку за ринковими цінами і широко використовуються маркетологами брендів. Економічна модель — це, як правило, частка доходу. Вертикальні мережі пропонують рекламу ROS (Run-Of-Site) через певні канали (наприклад: авто або подорожі) або пропонують варіанти реклами на вебсайті, і в цьому випадку вони працюють аналогічно представництвам видавців.
2. Сліпі мережі: ці компанії пропонують хороші ціни прямим маркетологам в обмін на те, що вони відмовляються від контролю над місцем розташування своїх оголошень, хоча деякі мережі пропонують метод «відмови від сайту». Мережа зазвичай проводить кампанії як RON або Run-Of-Network . Сліпі мережі досягають своїх низьких цін за рахунок великих масових закупок типового залишку інвентарю в поєднанні з оптимізацією конверсій та технологією націлювання оголошень.
3. Цільові мережі: Іноді їх називають рекламними мережами «наступного покоління» або «2.0». Вони зосереджені на конкретних технологіях націлювання, таких як поведінкова або контекстуальна, які вбудовані в рекламний сервер . Цільові мережі спеціалізуються на використанні даних про потоки кліків споживачів, щоб підвищити вартість запасів, які вони купують.[4] Інші спеціалізовані цільові мережі включають технології соціальних графів, які націлені на підвищення цінності даних за допомогою аналізу поведінки клієнтів у соціальних мережах.[5]

### Виходячи з кількості клієнтів та якості трафіку
Рекламні мережі також можна розділити на мережі першого та другого рівня. Рекламні мережі першого рівня мають велику кількість власних рекламодавців та видавців, вони мають високоякісний трафік, і вони обслуговують рекламу та трафік до мереж другого рівня. Приклади мереж першого рівня включають основні пошукові системи . Рекламні мережі другого рівня можуть мати деяких власних рекламодавців та видавців, але їх основне джерело доходу-це розповсюдження оголошень інших рекламних мереж.
Хоча вебсайти можуть бути класифіковані за рівнями, це може ввести в оману, оскільки мережі першого та другого рівня можуть працювати по-різному залежно від різних показників, таких як охоплення та покази.
Рекламні мережі часто підтримують широкий спектр рекламних форматів (наприклад, банери, нативні оголошення) та платформ (наприклад, медійні, мобільні, відео). Це справедливо для більшості рекламних мереж. Однак існують також рекламні мережі, які зосереджені на певних видах рекламних ресурсів та оголошень:
1. Мобільні рекламні мережі зосереджені на трафіку, що генерується за допомогою мобільного Інтернету та мобільних додатків, та працюють з відповідними форматами оголошень.
2. Мережі відео реклами розміщують рекламу через засоби, пов'язані із відео контентом в Інтернеті.

Відео та мобільні рекламні мережі можуть бути придбані великими рекламними компаніями або працювати як окремі організації.

## Проблеми
1. Позиціонування: більшість рекламних мереж не розкривають покази на сайтах. Це означає, що рекламодавці або медіа -агентства не впевнені, де їх оголошення будуть показуватись. Це може бути небезпечною пропозицією, якщо ваше оголошення з'явиться на веб -сайті, з яким ви не хочете бути пов'язаним.
2. Зловмисне програмне забезпечення. Деякі рекламні мережі були залучені до сприяння розповсюдженню шкідливого програмного забезпечення через те, що дозволяли зловмисним рекламодавцям купувати рекламні ресурси на своїх партнерських сайтах без достатньої перевірки.
3. Прозорість цін.
4. Релевантність оголошення: найчастіша проблема — це невідповідність оголошення до контенту вебсайту, вона виникає через відсутність на серверах оголошень інтелектуальних контекстних механізмів (серверна система, яка виводить оголошення).

Більшість рекламних мереж пропонують власникам вебсайтів та маркетологам зареєструватися як видавці реклами. Потім видавці можуть відображати оголошення, якими поділилася рекламна мережа, а прибуток розподіляється між рекламною мережею та видавцем. Якщо початківці не змогли пройти через мінімальні критерії публікації реклами, сервіс розміщення оголошень міг виключити їх за невиконання вимог.
| Назва                    | Розташування                 | Країна  | Рік заснування | Статус  |
| ------------------------ | ---------------------------- | ------- | -------------- | ------- |
| 24/7 Open AdStream       | Нью-Йорк                     | США     | 1997           | Active  |
| AdBrite                  | Сан Франціско                | США     | 2002           | Defunct |
| Adcash                   | Tallinn                      | Estonia | 2007           | Active  |
| Atlas Solutions          | США                          | США     | 2001           | Active  |
| Bing Ads                 | Сіетл                        | США     | 2006           | Active  |
| Adform                   | Копенгаген                   | Данія   | 2002           | Active  |
| AdTaily                  | London[джерело?]             | UK      |                | Active  |
| Advertising.com          | Балтімор, Меріленд           | США     | 1998           | Active  |
| AdWords                  | Ann Arbor, Michigan          | USA     | 2000           | Active  |
| Chitika                  | Westborough, Massachusetts   | USA     | 2003           | Active  |
| Criteo                   | Paris                        | France  | 2005           | Active  |
| DoubleClick              | Chicago, Illinois            | USA     | 1998           | Active  |
| Baidu                    | Beijing                      | China   | 2000           | Active  |
| ExoClick                 | Barcelona                    | Spain   | 2006           | Active  |
| Right Media              | New York                     | USA     | 2004           | Active  |
| Rocket Fuel              | Redwood City, California     | USA     | 2008           | Active  |
| ValueClick               | Westlake Village, California | USA     | 1998           | Active  |
| Yahoo! Publisher Network | Sunnyvale, California        | USA     | 2005           | Defunct |
| Yashi                    | Toms River, New Jersey       | USA     | 2007           | Active  |
| Zedo                     | San Francisco, California    | USA     | 1999           | Active  |